# Wagersrott
Wagersrott (tiếng Đan Mạch: Vogsrød) là một đô thị thuộc huyện Schleswig-Flensburg, trong bang Schleswig-Holstein, nước Đức. Đô thị Wagersrott có diện tích 5,64 km², dân số thời điểm 31 tháng 12 năm 2006 là 231 người.